# 제프 잉글린
제프 잉글린(1975년 10월 8일 ~ )은 SK 와이번스에서 뛰었던 야구선수다. 1996년부터 선수 생활을 했으나 정식으로 메이저리그에서 뛴 경력은 없다. 2002년 SK 와이번스에 입단하여 (등번호 59번) 78경기 6홈런 타율 0.282를 기록한 후 재계약에 실패해 미국으로 돌아갔다. 현재는 '어슬레틱 에지 배팅 케이지스'라는 회사를 운영하고 있다.

## 같이 보기
- 2002년 SK 와이번스 시즌